# Hoplitis
Hoplitis es un género de abejas de la familia Megachilidae. Por lo menos hay 380 especies descritas. Las antenas terminan en ganchitos. Se encuentran en el Holártico y en Etiopía.

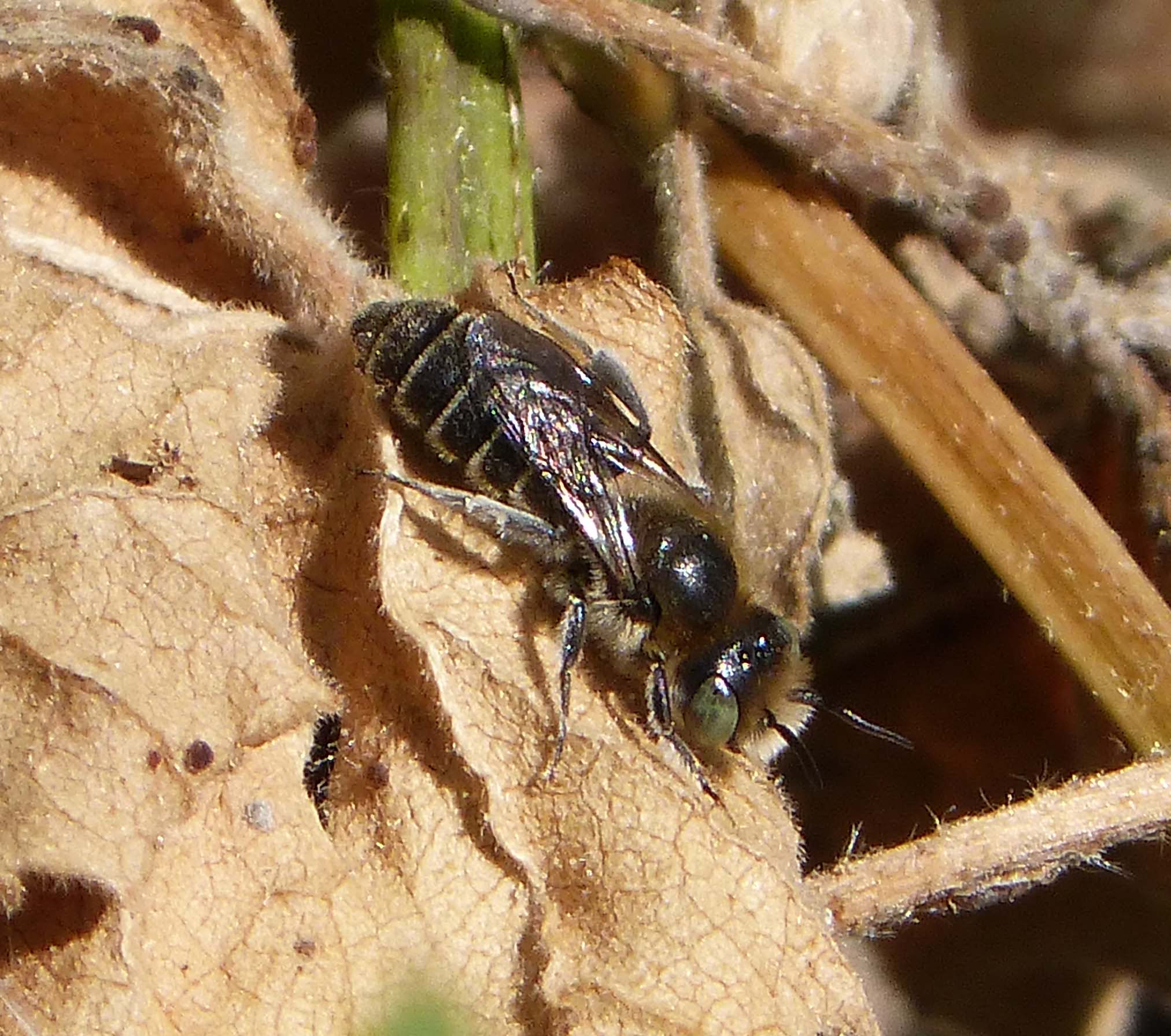
Hoplitis sp.